# Transducció de senyal

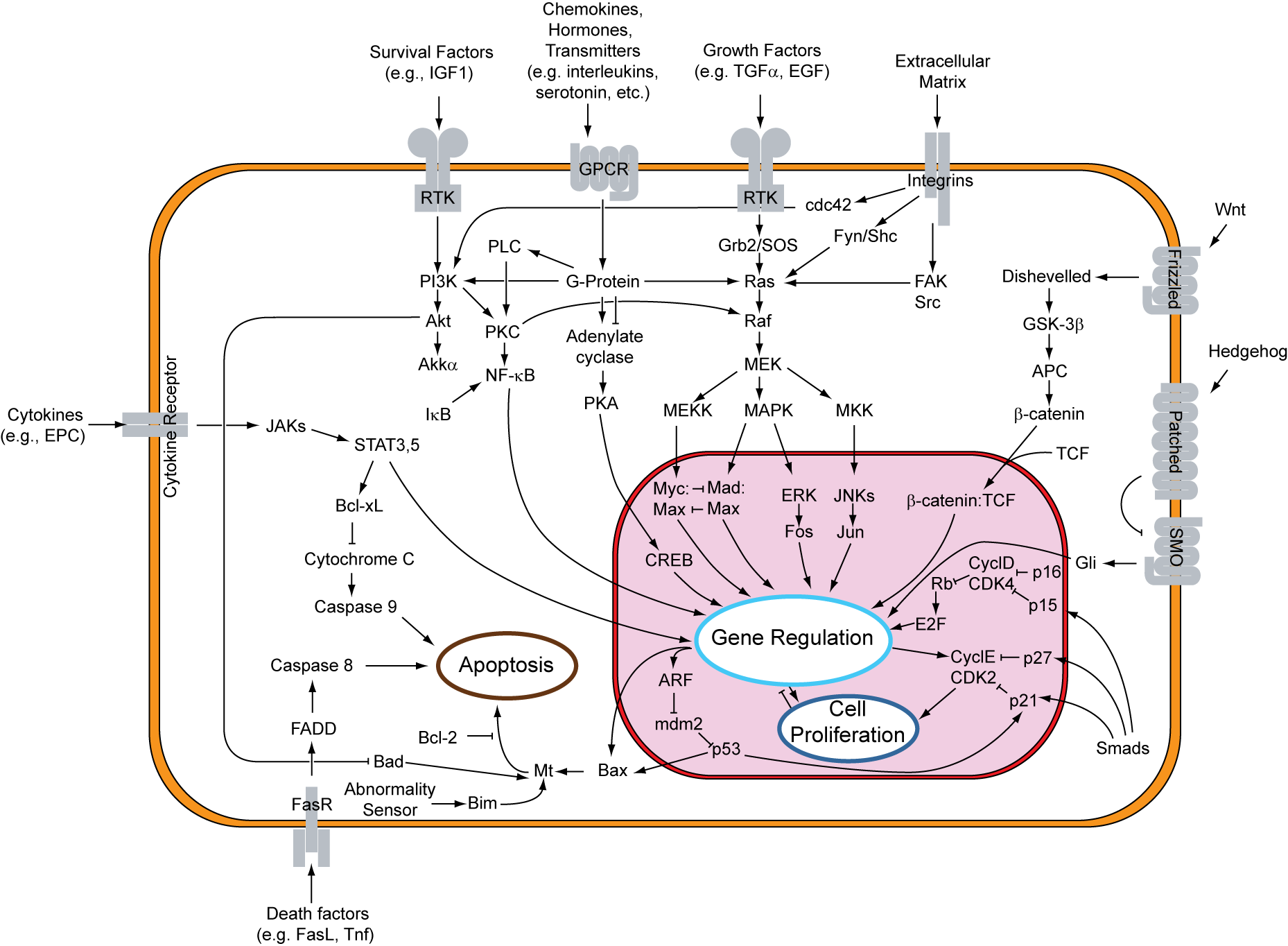
Vista de les vies de la transducció de senyal

En biologia, la transducció de senyal fa referència a qualsevol procés en el qual una cèl·lula converteix un tipus de senyal biològic o un estímul en un altre. En molts processos de transducció de senyal hi estan involucrats seqüències ordenades de reaccions bioquímiques i reaccions químiques de l'interior de la cèl·lula les quals són catalitzades per enzims i activades per segons missatgers resultant en una via de transducció de senyal. Aquests processos són normalment ràpids, emprant-se només mil·lisegons en el cas del flux d'ions, o de minuts per l'activació de proteïnes i lípids amb cascada de kinasa, però alguns poden tardar hores, i fins i tot dies (com en el cas de l'expressió de gens) fins que es completen. El nombre de proteïnes i altres molècules que participen en els processos de transducció de senyal s'incrementa a mesura que el procés emanat de l'estímul inicial cascada bioquímica de senyal, que comença amb un relativament petit estímul que provoca una gran resposta. Tal cosa es coneix com a amplificació del senyal.